# Родригес, Мануэль (футболист)
Мануэ́ль Родри́гес Аране́да (исп. Manuel Rodríguez Araneda; 18 января 1938 или 18 апреля 1939, Сантьяго — 26 сентября 2018, Сантьяго) — чилийский футболист и футбольный тренер, игравший на позиции защитника. Бронзовый призёр чемпионата мира (1962).

## Биография

### Клубная карьера
Родригес всю футбольную карьеру играл за «Унион Эспаньола», в составе которого отыграл 18 сезонов и в этом же клубе завершил карьеру в возрасте 34 лет. В составе этого клуба он сыграл в чемпионате 262 матча, в которых забил 5 голов.

### Карьера в сборной
В составе сборной Чили Родригес играл на чемпионате мира 1962 года, где сыграл в двух матчах, в полуфинале со сборной Бразилии (2:4) и в матче за бронзу со сборной Югославии, который сборная Чили выиграла со счётом 1:0. Всего за сборную Чили сыграл 8 матчей, в которых не забил ни одного мяча.

### Тренерская карьера
Работал главным тренером ряда футбольных команд, среди которых были «Кобресаль» (1983—1988, 1993—1994), «Унион Эспаньола» (1989—1991, 2006), «Депортес Икике» (1997—1998), «Эвертон» (1998), «Магальянес» (2000—2001).
Помимо клубов Родригес в 1987 году работал главным тренером мужской сборной Чили по футболу и женской сборной, с которой работал в 2006 году.

### Смерть
Скончался 26 сентября 2018 года в Сантьяго в возрасте 79 лет.